# Erwin Thijs
Erwin Thijs (Tongeren, 6 d'agost de 1970) fou un ciclista belga, que va ser professional del 1993 fins al 2007.

## Palmarès
- 1991
  - Vencedor d'una etapa a la Volta a Limburg amateur
- 1992
  - 1r al Circuit Franco-Belga
  - Vencedor d'una etapa a la Volta a la Província de Lieja
- 1993
  - 1r al Hel van het Mergelland
- 1994
  - Vencedor d'una etapa al Circuit de La Sarthe
- 1996
  - 1r a la Brussel·les-Ingooigem
- 1997
  - Vencedor d'una etapa al Circuito Montañés
- 1998
  - 1r a la Fletxa ardenesa
- 2000
  - 1r a la Volta a Limburg
  - Vencedor d'una etapa al Dekra Open Stuttgart
  - Vencedor de 2 etapes a la Ster der Beloften
- 2002
  - 1r al Stadsprijs Geraardsbergen
  - Vencedor d'una etapa al Tour de la Regió Valona
- 2003
  - 1r a la Fletxa de Haspengouw
- 2004
  - Vencedor d'una etapa a la Ster Elektrotoer
- 2006
  - 1r a la Fletxa de Haspengouw
  - 1r a la Colliers Classic
  - Vencedor d'una etapa a la Cursa de la Pau